# Jan Maxián
Jan Maxián (* 16. července 1983 Praha) je český divadelní, filmový, televizní a rozhlasový herec, dabér a hudebník.

## Život
Jeho otec, František Maxián ml., je profesor klavíru, jeho matka je houslistka a violistka, dědeček František Maxián byl český klavírista a pedagog.
Přes pěvecký sbor se již v dětství dostal k dabingu, v roce 2004 absolvoval na Pražské konzervatoři hudebně-dramatický obor. Divadelní dráha začíná v roce 2003 za studia konzervatoře spoluprací s Východočeským divadlem Pardubice, kde hraje jako host i v současné době.
V letech 2009 až 2011 hrál Martina, jednu z hlavních postav lyrikálu Kudykam, nejprve od října 2009 do ledna 2011 ve Státní opeře Praha, po té v červnu a listopadu v Janáčkově divadle Brno. V Branickém divadle hraje ve hře Den na zkoušku (role – Muž). V divadle Kalich hraje v hudební komedii Je úchvatná (klavírista Cosma McMoon) a muzikálech Tajemství (rytíř Jan) a Jack Rozparovač (Robert Anderson). Je spoluautorem hudby a alternuje ve dvou hrách divadelního souboru Cirk La Putyka – La Putyka a UP'END'DOWN v divadle La Fabrika.
Jeho filmografie začíná v roce 1991, kde hrál osmiletého Mozarta ve filmu Variácie slávy, dále hrál ve filmech Řád saténových mašlí, Vražda kočky domácí a Rytmus v patách a v seriálu Světla pasáže a Vyprávěj. Namluvil rovněž role ve filmech Kvaska, Ztracený princ a Bathory.
Spolupracoval s řadou kapel, v současné době je klávesistou a zpěvákem skupiny Nightwork. Spolu s Petrem Kalábem a Jakubem Prachařem je spoluautorem hudby pro muzikál Quasimodo uváděný v divadle Hybernia.
Svůj hlas propůjčil hercům jako jsou Elijah Wood, Tobey Maguire, Robert Pattinson a Chris Hemsworth nebo řadě animovaných postav jako je titulní postava seriálu Spongebob v kalhotách nebo Mort z filmové série Madagaskar a seriálu Tučňáci z Madagaskaru. Často zpívá znělky pořadů pro děti (např. Kamaráda Timmy).
Má úvodní slovo v soutěži Co na to Češi.

## Počátky umělecké kariéry
- Zpěv v dětském pěveckém sboru – rozhlasový sbor Čestmíra Staška
- Jako osmiletý se zúčastnil natáčení filmu Variácie slávy o W. A. Mozartovi, kde hrál hlavní postavu, W. A. Mozarta
- Působení v dabingu již v dětských rolích
- Loutkové divadlo pod vedením Vladimíra Anděla (Strakaté divadlo)
- Studentské divadlo Radar

## Studium na konzervatoři
- V roce 2004 absolvoval na Pražské konzervatoři hudebně-dramatický obor (herectví), jeden rok studoval i skladbu
- Během studia skládal hudbu pro školní představení
- Nejvíce ovlivněn pedagogy Vladislavem Benešem a Miluší Dreiseitlovou

## Divadlo
Divadlo DIK Praha
- Výprodej (premiéra: 20. října 2003 / představení ukončeno) poslíček, také hudební aranžmá (absolventské představení konzervatoře)

Východočeské divadlo Pardubice
- Romeo a Julie (premiéra: 17. ledna 2004 / derniéra: 24. května 2006) Benvolio, Romeův bratranec a přítel
- Člověk pro každé počasí (premiéra: 20. března 2004 / derniéra: 31. května 2005) William Ruper
- Veselé paničky Windsorské (premiéra: 2. dubna 2005 / derniéra: 17. května 2006) Fenton, mladý šlechtic
- Malované na skle (premiéra: 3. února 2007 / derniéra: 30. října 2008) zbojník Vtipálek
- Cikáni jdou do nebe (premiéra: 22. dubna 2008 / derniéra: 3. července 2011) Talimon
- Donaha! (premiéra: 21. května 2005 / derniéra: 8. května 2013) Ethan Girald, nezaměstnaný ocelář

Divadlo Radka Brzobohatého Praha / Branické divadlo Praha
- Den na zkoušku (premiéra: 11. prosince. 2005, obnovená premiéra: 16. ledna 2008 / hraje se) muž

Divadlo Kalich Praha
- Tajemství (muzikál) (premiéra: 31. březen 2005 / derniéra: 2. února 2007 / obnovená premiéra: 3. srpna 2008 / poslední uvedení: 26. května 2012) rytíř Jan
- Je úchvatná (premiéra: 5. září 2007 / 15. leden 2011 poslední uvedení před zdravotní pauzou / proběhlá obnovená premiéra : 10.10.2012 / hraje se) klavírista Cosma McMoon
- Jack Rozparovač (muzikál) (premiéra: 27. února 2007, obnovená premiéra: 8. března 2010 / dočasně staženo) Robert Anderson

Divadlo Broadway Praha
- Mona Lisa (muzikál) (premiéra: 4. března 2009 / derniéra: 6. prosince 2009) Bernarda Alfonso

Státní opera Praha / Janáčkovo divadlo Brno
- Kudykam (premiéra: 22. října 2009 / derniéra: 16. ledna 2011 v Praze / představení v červnu 2011 a v listopadu 2011 v Brně) Martin

La Fabrika (nyní přesunuto do nového prostoru Jatka78) – soubor Cirk La Putyka
- La Putyka (premiéra: 21. dubna 2009 / derniéra 29. července 2012 v rámci projektu ChapiteauX) hudební doprovod ve formaci Tros Discotequos (od roku 2011 v alternaci)
- UP'EN'DOWN (premiéra: 19. prosince 2010 / hraje se) hudební doprovod ve formaci Tros Discotequos (od roku 2011 v alternaci)

## Filmografie
- Variácie slávy (1991) (TV film) osmiletý Mozart
- Řád saténových mašlí (2000) (TV pohádka) vévoda Kristián
- Vražda kočky domácí (2004) (TV film) student
- Europa im Mittelalter – Von Rittern und Turnieren (2004) (Dokument televize ZDF) Don Pacheco – hlavní role hraného dokumentu
- Světla pasáže (2007) (TV seriál) Mrázek v prvním dílu Taková malá náhoda
- O korunu krále Karla (2007) (soutěž) různé role v hraných scénkách dílů Staré Hrady a zámek Hořovice
- Kvaska (2007) (film) hlas rozhlasu
- Ztracený princ (2008) (TV film) Princ Rujan – namluvil roli za Lukáše Reichla
- Bathory (2008) (film) – Cyril namluvil roli za Jiřího Mádla
- Rytmus v patách (2009) (TV film) – Alois Šimák
- ČT Live – Nightwork (2010) (koncert) – záznam z koncertu v Incheba Areně říjen 2010
- Perfect Days – I ženy mají své dny (2011) (film) – ukázka z představení La Putyka
- Marnost nade vše (2012) (studentský film) mladší policista
- Vyprávěj (TV seriál) (2012) – Martin v dílu Proč je Iveta taková?
- Obchoďák (TV Seriál) (2012) – majitel obchodu Vítek (od 21. dílu)
- Definice lásky (TV film) (2013) – hlas rozhlasu obchodního centra, rovněž autor hudby k filmu
- Revival (2013) (film) – člen skupiny Darkwerk

### Komentáře v televizních pořadech
- Jak se staví sen (2007 -)
- Upoutávky na TV Nova (2009 -)
- Přelety Vrabčáka Lojzy (2009 -) (součást Studia Kamarád) Vrabčák Lojza
- Česko – Slovenská SuperStar (2009)
- Talentmania (2010)
- X Factor (2014)
- Česko – Slovensko má talent (2015)
- Co na to Češi (2016)
- Finále Eurovision Song Contest (2022, 2023)

### Vystoupení v televizních pořadech
- 2008 – s NightWork: Dobré ráno, Český lev, Hřiště 7
- 2009 – s NightWork: Dobré ráno, Noc s Andělem, Silvestr 2009 – Pojďte dál...
- 2010 – s NightWork: Pozdní sběr, Ceny Anděl 2009, Festivalové vteřiny, E.ON Energy Globe Award ČR 2010, Český Slavík 2010, Česko Slovensko má talent
- 2011 – s NightWork: Ceny Anděl 2010, Český Slavík 2011, Partička (Silvestrovský díl)
- 2012 – s NightWork: slovenský Slávik 2011, Autosalón (díl 23 – NightWork a Škoda Yeti), Zrcadlo tvého života (rozhovor v díle věnovaném Karlu Gottovi), Český Slavík 2012, Dobré ráno
- 2012 – To byl náš hit (díl Disco), Zrcadlo tvého života (klavírní doprovod vystoupení Cirku LaPutyka v díle věnovaném Bolku Polívkovi)
- 2013 – s NightWork: Manéž Bolka Polívky (50. díl), Show Jana Krause, T-Mobile Fotbalista roku 2012, Český Slavík 2013, Česko Slovensko má talent 2013 – finále
- 2013 – Snídaně s Novou, Máme rádi Česko (5. díl), Copak bych vám lhal?, Noc na Karlštejně (2013), Muzicírování – moderování a aranže písní
- 2014 – Muzicírování – moderování a aranže písní, Studio 6 – Víkend, Sama doma
- 2017 – Tvoje tvář má známý hlas (4. řada) – soutěžící

### Účast ve videoklipech
- Nightwork – Mája (2006), Kravatatzi (2007), Vánoční čas (2007), Globální oteplování (2008), Vyměňte politiky (2010), Tepláky (2010), Andělská dívka (2011), Čti-wo kniha knih (2011), Pepsi: Nakoplá sázka mezi Nightwork a fotbalovou reprezentací (2012) (série spotů), Sexy Cool Driver (2012), Hradu pán (2013), 4 3 2 1 Tancuj (Panáčky) (2013)
- Ewa Farna – Měls mě vůbec rád (2006), Miroslav Hrabě – Nebezpečná (2009), Hraczki – Jazz duní a soul (2011)
- Nikagda nězabuděm – Tak vás tu máme (2013) – občanská iniciativa

### Rozhlasová činnost
- 2008 – O Popelce, Kocour v botách, Pohádka o ebenovém koni
- 2009 – Dobrodružství ve West Poley, Budulínek, Dlouhý, Široký a Bystrozraký, Dívka ze zlatého vejce, Labutí král
- 2011 – O hromovém kameni (pohádka) Jonáš
- 2012 – staniční hlas rádia Kiss 98
- 2014 – koncertní provedení rozhlasové opery Veselohra na mostě – přátelská stráž – mluvená role

### Další činnosti

#### Zahraniční vystoupení v rámci komponovaného večera s filmem Rytmus v patách
Film Rytmus v patách je prezentován zahraničnímu publiku spolu s následným koncertem herců z filmu pod vedením Emila Viklického. Jan Maxián se účastnil vystoupení v Paříži (8. 11. 2011) a v Severní Americe – Los Angeles (24. 5. 2012), Stanford (29. 5. 2012), Seattle (31. 5. 2012).

#### Moderování
Moderoval pořady jako: Kapka naděje (2015, Live, TV Prima), Večerníček, jak ho neznáte (ČT 2015 – výročí Večerníčku), křest alba Laktační psychóza od skupiny Mateřská.com, v jehož jedné písni rovněž vystupuje (2013). Vystupuje s Ostravskou filharmonií s komponovaným pořadem Smartphonie a Hudební zeměkoule. Moderuje firemní eventy a společenské události.

#### Noc na Karlštejně
Dne 22. srpna 2013 vystoupil s řadou dalších sólistů za doprovodu ČNSO na open air koncertu Noc na Karlštejně pořádaném u příležitosti 40. výročí natáčení filmu.
Tros Discotequos
Jan Maxián – Vojtěch Dyk – Jakub Prachař. Různá vystoupení jako např. EURO 2016 – Český dům Lyon, Charitativní koncerty v La Fabrice, aj.

## Diskografie
- 2008 – CD – Nightwork: Respectmaja reedition
- 2009 – CD – Kudykam: skladby V penziónu svět, Ptákoviny
- 2009 – CD – Muzikál Mona Lisa: skladba Hádanka v krčmě
- 2010 – CD – Nightwork: Tepláky aneb kroky Františka Soukupa
- 2103 – CD – Mateřská.com: Laktační psychóza, skladba Na tahu – mluvené slovo
- 2013 – CD – Nightwork: Čauki Mňauki
- 2015 – CD – Single: Chatařská

## Účinkování a spolupráce s hudebními skupinami
- minulost – Nightwork, Support Lesbiens, Mad Finger, Bek Ofis, Bojkot Production

## Skladatelská činnost
- Hudba k představením divadla DIK – Kancelář (2003), Výprodej (2005)
- Rozhlasová hra Čokoládový hrdina (2007) – hudba
- představení Je úchvatná (2007] – hudební nastudování
- muzikál pro děti Bílý dalmatin (2009) – spoluautor hudby, hudební aranžmá
- Nightwork – spolupráce na albu Respect Maja – spoluautor hudby ke skladbě Globální oteplování, Vánoční čas
- představení La Putyka (2009) souboru Cirk La Putyka – spoluautor hudby spolu s Petrem Kalábem, Vojtěchem Dykem a Jakubem Prachařem
- představení UP'END'DOWN (2010) souboru Cirk La Putyka – spoluautor hudby spolu s Vojtěchem Dykem a Jakubem Prachařem
- Nightwork – spolupráce na albu Tepláky (2010) – spoluautor hudby ke skladbě Španělská, Drevosůstruhár, spoluautor textu k písni Andělská dívka
- krátký film Zimní poutníci aneb cesta na sever (2010) – hudba
- muzikál Quasimodo (2011) – spolu s Petrem Kalábem a Jakubem Prachařem
- Definice lásky (TV film) (2013) – hudba k filmu České televize
- Nightwork – spolupráce na albu Čauki Mňauki (2013) – spoluautor hudby ke skladbě Sexy cool driver
- Přístav (TV seriál) (od 2015) – úvodní znělka a hudba k seriálu TV Prima
- Korunní princ (TV film) (2015) – hudba k filmu České televize
- Lesy ČR (promo film) (2015) – hudba k filmu pro reprezentaci ČR na EXPO 2016 v Miláně
- Krajinou domova (TV seriál) (2015–2016) – hudba k cyklu České televize
- hudba pro televizní a radiové reklamy

## Dabing
Seznam dabingových rolí je shromažďován dobrovolníky na stránkách Dabingfóra (viz externí odkazy). Jeho dabingová činnost je rozsáhlá, svůj hlas propůjčil
hercům jako jsou Elijah Wood (například Frodo ve filmové sérii Pán prstenů a Hobit) nebo Tobey Maguire (například titulní role v trilogii Spiderman-Spider-Man (film), Spider-Man 2, Spider-Man 3), Robert Pattinson (například série Stmívání), Ryan Merriman, Tom Welling, Ashton Kutcher, Jared Padalecki, Colin Hanks, David Krumholtz, Mihail Jefremov, James Maslow ze seriálu a skupiny Big Time Rush, Drake Bell ze seriálu Drake a Josh a Leon Thomas III ze seriálu Victorious, Chris Hemsworth ve filmech Thor, Thor: Temný svět, Avengers nebo Sněhurka a lovec nebo řadě animovaných postav, jako je titulní postava seriálu Spongebob v kalhotách, Mort z filmů Madagaskar, Madagaskar 2: Útěk do Afriky, Madagaskar 3 nebo seriálu Tučňáci z Madagaskaru, postavy Brocka Bouldera ze seriálu Pokémon či Shirako Takamoto ze seriálu Hot Wheels AcceleRacers nebo jako postavu Stříbrného Bleska z australské animované série [The silver brumpy]. Má také dabing ve hře Mafia II kde dabuje čínské obyvatelstvo

## Ocenění
- Za dabing hlavní postavy ve filmu Thor získal nominaci na diváckou cenu DabingFóra za rok 2012[1].
- Za spoluautorství hudby k představení La Putyka nominován ve formaci Tros Discotequos na cenu Alfréda Radoka 2009[2].
- Se skupinou Nightwork získal řadu ocenění, například tři vítězství v Cenách Anděl za rok 2010 a druhé místo v Českém slavíku v letech 2011 a 2012.